# Tipula (Eumicrotipula) suavissima
Tipula (Eumicrotipula) suavissima is een tweevleugelige uit de familie langpootmuggen (Tipulidae). De soort komt voor in het Neotropisch gebied.